# Absorptionsbande
Eine Absorptionsbande ist ein Wellenlängenintervall, in dem die elektromagnetische Strahlung, z. B. Sonnenstrahlung, durch chemische Substanzen (z. B. atmosphärische Gase wie Kohlenstoffdioxid, Kohlenstoffmonoxid, Ozon, Methan …), auf dem Weg zum Empfänger selektiv absorbiert („aufgesaugt“, „geschluckt“) wird. Bestimmte Intervalle des gesamten, von der Strahlungsquelle ausgesendeten Wellenlängenbereichs sind nun nicht mehr vorhanden. Das ursprünglich kontinuierliche Spektrum der Strahlungsquelle kommt beim Empfänger mit dunklen Lücken, den Absorptionsbanden, an. Das erhaltene Abbild des Spektrums wird Bandenspektrum, genauer: Absorptionsspektrum, genannt.
Eine Absorptionsbande besteht aus einer größeren Anzahl von einzelnen (singulären) dicht nebeneinanderliegenden Absorptionslinien. Sie entstehen infolge der Kopplung von elektrischer Schwingungs- und Rotations-Anregung in Molekülen, so dass keine einzelne Energiedifferenz absorbiert wird, sondern ein ganzes Spektrum von Energiewerten (das Absorptionsspektrum), je nach Anregung der Moleküle. Bei bestimmten Stoffen und Zuständen kann die Absorptionsbande bei entsprechender Auflösung in einzelne Absorptionslinien aufgespalten werden, was Aussagen über den Schwingungs-/Anregungszustand des entsprechenden Stoffes zulässt; man spricht dabei von der Feinstruktur der Absorptionsbande. Dabei absorbieren die verschiedenen Moleküle jeweils nur in einem für sie spezifischen Wellenlängenintervall.

## Anwendung
Eine besondere Bedeutung haben die Absorptionsbanden für die Meteorologie und die Luftchemie. Die Atmosphäre der Erde, die Luft, ist ein Gasgemisch, in dem Substanzen mit den verschiedensten Absorptionseigenschaften vorkommen. Daher erreicht die von der Sonne ausgesandte Strahlung die Erdoberfläche nicht vollständig, sondern nur jene Wellenlängenintervalle, die auf ihrem Weg durch die Atmosphäre nicht von den verschiedenen Gasmolekülen der Luft absorbiert wurden. Für diese Wellenlängenbereiche ist die Atmosphäre also durchlässig, weshalb man hier auch von einem Atmosphärischen Fenster spricht. Erdgebundene Infrarotastronomie muss diese Fenster nutzen.

Absorptionsbanden innerhalb des Sonnenspektrums (Fraunhoferlinien)